# سفيند كارلسن (متزحلق)
سفيند كارلسن (بالدنماركية: Svend Carlsen)‏ هو متزحلق دنماركي، ولد في 28 أبريل 1938 في فريدريكسبرغ في الدنمارك.

## وصلات خارجية
- سفيند كارلسن على موقع أوليمبيديا (الإنجليزية)